# Джонсон, Бродерик
Бродерик Джонсон (англ. Broderick Johnson) — американский кинопродюсер, и сооснователь и соруководитель компании Alcon Entertainment, наряду с партнёром Эндрю Косовым. Он был номинирован на премию «Оскар» за хитовый фильм «Невидимая сторона».

## Ранняя жизнь
Являясь выпускником Монтгомери, Алабамской школы, Джонсон встретил партнёра Эндрю Косова когда они поступали в Принстон ещё студентами. Он стремился работать на Уолл-стрит, но разделял любовь Косова к кинематографу и интерес в создании фильмов. В конечном счёте, оба были вовлечены в производство низко-бюджетных фильмов, которое было достаточно, чтобы убедить, что их страсть к фильмам была потенциально осуществима.
В конце концов, Джонсон занял должность в «Solomon Brothers» в Нью-Йорке, где он работал в качестве аналитика в акционерной группе производства финансовых инструментов. Тем не менее, он и Косов продолжили обсуждать производство фильмов, и в конечном счёте переехали в Лос-Анджелес, чтобы следовать за своей мечтой.

## Карьера
Вскоре после этого, двое были представлены сотруднику и основателю компании FedEx Фредерику У. Смиту. Джонсон и Косов использовали возможность представить Смиту 221-страничное предложение о том, что независимая кинокомпания, поддерживаемая капитализированной индивидуальностью или компанией, и соответствующая главной студии для эксклюзивной дистрибьютерской договоренности будет, применяя свои аргументированные методы, пожинать прибыль на активы, защищённые авторскими правами, в течение определённого периода времени. Смиту понравилось то, что он прочитал.
В конечном счёте, Смит выбрал партнёрство с Джонсона и Косова для финансирования, развития и производства компании Alcon Entertainment. Два продюсера установили в небольших апартаментах «офис», который они арендовали на неделю, а позже «настоящий» офис после их первого проекта, «Счастливая пропажа», который оказался кассовым провалом и мгновенным ударом для молодых продюсеров. Однако, их второй фильм, который они спродюсировали, «Мой пёс Скип», вышел сразу после производства и заработал для них первый истинный успех и восхищение Смита за их настойчивость и чувство бизнеса.
Совсем недавно Джонсон спродюсировал фильм «История дельфина», семейный 3D-фильм с Морганом Фрименом, Гарри Конником-мл., Эшли Джадд и Крисом Кристофферсоном в главных ролях. Джонсон также спродюсировал фильм «Книга Илая», наряду с Косовым и продюсером Джоэлом Сильвером. Фильм был снят братьями Хьюз и в главных ролях были Дензел Вашингтон, Гэри Олдмен и Мила Кунис. Другие фильмы, спродюсированные компанией Alcon Entertainment, включают культовые хиты «Мой пёс Скип», «Бессонница» и «16 кварталов».
2 февраля 2010 года Джонсон стал третьим афро-американским продюсером, который получил номинацию на премию «Оскар» за лучший фильм, включая Куинси Джонса и Ли Дэниелса. Его фильм «Невидимая сторона» с Сандрой Буллок в главной роли, которая выиграла премию «Оскар» за этот фильм, собрал более чем 200 миллионов долларов в прокате.

## Личная жизнь
Джонсон женат на Дженнифер Джонсон. У них трое детей. Они живут в Лос-Анджелесе.

## Фильмография
- Превосходство / Transcendence (2014)
- Пленницы / Prisoners (2013)
- Прекрасные создания / Beautiful Creatures (2013)
- Запретная зона / Chernobyl Diaries (2012)
- История дельфина / Dolphin Tale (2011)
- Жених напрокат / Something Borrowed (2011)
- Книга Илая / The Book of Eli (2009)
- Невидимая сторона / The Blind Side (2009)
- Джинсы-талисман 2 / The Sisterhood of the Traveling Pants 2 (2008)
- Один пропущенный звонок / One Missed Call (2008)
- P. S. Я люблю тебя / P.S. I Love You (2007)
- Джинсы-талисман / The Sisterhood of the Traveling Pants (2005)
- Бешеные скачки / Racing Stripes (2005)
- Первая дочь / Chasing Liberty (2004)
- Любовь ничего не стоит / Love Don’t Cost a Thing (2003)
- Бессонница / Insomnia (2002)
- История с ожерельем / The Affair of the Necklace (2001)
- Где моя тачка, чувак? / Dude, Where’s My Car? (2000)
- Мой пёс Скип / My Dog Skip (2000)